# Jewgienij Wygowski
Jewgienij Nikołajewicz Wygowski, ros. Евгений Николаевич Выговский (ur. 1 kwietnia 1900 r. we wsi Jaropowiczi na rosyjskiej Ukrainie, zm. ?) – radziecki wojskowy (major), zastępca szefa wydziału tyłów oddziału zaopatrzenia materialno-technicznego sztabu Sił Zbrojnych Komitetu Wyzwolenia Narodów Rosji pod koniec II wojny światowej.
W 1907 r. ukończył 4-letnią szkołę. Pracował jako urzędnik w urzędzie finansowym. Od listopada 1918 r. był urzędnikiem w urzędzie finansowym przy jaropowickiej cukierni. Pod koniec maja 1920 r. wstąpił ochotniczo do wojsk bolszewickich. Brał udział w wojnie domowej w Rosji w szeregach 14 Dywizji Kawalerii. Walczył na Ukrainie przeciwko Polakom, oddziałom Białych gen. Piotra N. Wrangla, oddziałom Nestora I. Machno i chłopskim oddziałom powstańczym. Od stycznia 1922 r. pełnił funkcję inspektora-kontrolera w oddziale gospodarczym sztabu dywizji. Od maja 1923 r. był komendantem magazynu gospodarczego dywizji. W połowie września tego roku został dowódcą 2 szwadronu 83 Pułku Kawalerii. Pod koniec listopada 1924 r. objął funkcję oficera gospodarczego pułku. Na początku października 1926 r. stanął na czele oddziału gospodarczego sztabu 59 Pułku Kawalerii. Na początku października 1929 r. został oficerem gospodarczym 60 Szwadronu Zapasowego Moskiewskiego Okręgu Wojskowego, zaś w połowie marca 1933 r. – 14 Pułku Artylerii Konnej Ukraińskiego Okręgu Wojskowego. W 1934 r. tymczasowo pełnił funkcję szefa oddziału gospodarczego sztabu 14 Dywizji Kawalerii. Od poł. kwietnia 1935 r. był szefem oddziału gospodarczego sztabu II Korpusu Kawalerii. Pod koniec stycznia 1936 r. otrzymał stopień technika-intendenta 1 rangi. Od poł. sierpnia 1937 r. pełnił obowiązki adiutanta w inspekcji kawaleryjskiej Kijowskiego Okręgu Wojskowego. Pod koniec kwietnia 1938 r. został awansowany do stopnia porucznika, zaś w połowie maja 1939 r. – kapitana. Pod koniec marca 1940 r. objął funkcję zastępcy szefa 5 oddziału sztabu II Korpusu Kawaleryjskiego. W połowie lipca tego roku awansował na majora. Od końca października 1940 r. był starszym zastępcą szefa oddziału gospodarczego tyłów Armijnej Grupy Kawaleryjskiej Kijowskiego Wydzielonego Okręgu Wojskowego. Na początku marca 1941 r. objął funkcję zastępcy szefa oddziału tyłów 26 Armii. W sierpniu tego roku dostał się do niewoli niemieckiej. Przebywał w różnych obozach jenieckich. Pod koniec 1944 r. wstąpił do Sił Zbrojnych Komitetu Wyzwolenia Narodów Rosji. Od stycznia 1945 r. był w stopniu majora zastępcą szefa wydziału tyłów oddziału zaopatrzenia materialno-technicznego sztabu Sił Zbrojnych KONR. 9 maja tego roku wraz ze sztabem i częścią oddziałów "własowskich" poddał się Amerykanom. W połowie 1945 r. został przekazany Sowietom. Po procesie skazano go w połowie lipca 1946 r. na karę 10 lat łagrów. Dalsze jego losy są nieznane.